# Rukov - på sporet af den tabte tid
|  | Denne artikel er oprettet af botten PalnaBot ud fra en ekstern database. Den kan derfor have sproglige fejl eller mangler. Denne skabelon kan fjernes efter kontrol af indholdet. |

Rukov - på sporet af den tabte tid er en portrætfilm fra 2004 skrevet og instrueret af Flemming Lyngse.

## Handling
En af dansk films mest signifikante personligheder er Mogens Rukov, medforfatter til Vinterbergs "Festen" og leder af manuskriptudddannelsen på Den Danske Filmskole. Flemming Lyngses portræt af Mogens Rukov handler om et menneske i bevægelse, fagligt og personligt.